# Jean-Louis Brue
Pour les articles homonymes, voir Brue.
Jean-Louis Brue, né le 2 avril 1780 à Moka dans l'île Maurice et mort le 22 mai 1851 à Tarbes dans les Hautes-Pyrénées, est un général français de la Révolution et de l’Empire.

## Biographie
Employé comme lieutenant adjoint à l’état-major du général Leclerc, il est nommé capitaine provisoire le 15 octobre 1801 à Saint-Domingue. Il reçoit son brevet de capitaine aide de camp à Montreuil le 13 juillet 1804, et de 1805 à 1807, il participe aux campagnes d’Autriche, de Prusse et de Pologne. Il est fait chevalier de la Légion d’honneur le 14 mai 1807, et le 15 juin il devient aide de camp du général Bardet. De 1808 à 1812, il sert en Espagne, et le 10 janvier 1809, il est affecté au 50e régiment d’infanterie de ligne. Il est nommé chef de bataillon le 22 juin 1811, au 27e régiment d’infanterie de ligne, puis le 8 avril 1812, il passe au 72e régiment d’infanterie de ligne.
Le 1er août 1812, il devient colonel au 46e régiment d’infanterie de ligne et est blessé lors de la campagne de Russie le 17 août de la même année à la bataille de Smolensk. Il est fait officier de la Légion d’honneur le 2 septembre suivant. En 1813, il fait la campagne de Saxe au cours de laquelle il est blessé et fait prisonnier à la bataille de Kulm le 30 août. De retour en France le 16 juillet 1814, il prend le commandement du régiment Le Dauphin ex-3e régiment d’infanterie de ligne à Bayonne le 27 janvier 1815[réf. nécessaire]. Rappelé à Paris le 18 avril, il est promu général de brigade le 28 et prend la tête de la 2e brigade de la 4e division d’infanterie du 1er corps de l’armée du Nord. Il est mis en demi-solde le 1er août 1815, avec le grade de colonel. Il est rétabli dans son grade de général de brigade le 19 novembre 1831 et meurt le 22 mai 1851, à Tarbes.

## Sources
- (en) « Generals Who Served in the French Army during the Period 1789 - 1814: Eberle to Exelmans »
- Thierry Pouliquen, « Les généraux français et étrangers ayant servis [sic] dans la Grande Armée » (consulté le 3 mars 2015)
- (pl) « Napoléon.org.pl »
- Jean-Louis Brüe du Garoutier sur roglo.eu
- Docteur Robinet, Jean-François Eugène et J. Le Chapelain, Dictionnaire historique et biographique de la révolution et de l'empire, 1789-1815, volume 2, Librairie Historique de la révolution et de l’empire, 900 p. (lire en ligne), p. 290.